# 佩赖海

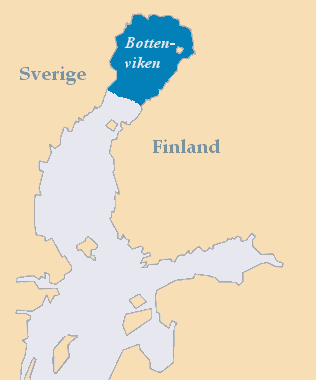
佩赖海（博滕维肯海）

佩赖海（芬蘭語：Perämeri），又译为博滕维肯海（瑞典語：Bottenviken），是波罗的海北部波的尼亞灣的最北部分。佩赖海東面是芬蘭，西面是瑞典，南面是北克瓦爾肯海峽，平均水深40米，最大水深147米。
佩赖海的海底在冰川融化后至今一直在上升。由于其南边连接北克瓦爾肯海峽的部分几乎浅于20米，在两千年之后佩赖海将成为一个淡水湖。现在有多条大河注入佩赖海，这里很少受到潮汐的影响，因此盐度很低。每年冰冻期达六个月。与波罗的海的其他部分相比，这个很少有植物或动物生存。